# Lasse Günther
Lasse Günther, né le 21 mars 2003 à Munich en Allemagne, est un footballeur allemand qui évolue au poste d'arrière gauche au SV Elversberg.

## Biographie

### En club
Né à Munich en Allemagne, Lasse Günther est formé par le FC Augsbourg puis par le Bayern Munich. Lors de l'été 2021, Günther fait son retour à Augsbourg librement sans avoir joué le moindre match avec l'équipe première du Bayern. Le transfert est annoncé dès le 28 mai 2021 et il signe un contrat courant jusqu'en juin 2025.
Il joue son premier match de Bundesliga, la première division allemande, le 2 octobre 2021 face au Borussia Dortmund. Il entre en jeu à la place de Mads Pedersen et son équipe est battue par deux buts à un.
Le 10 août 2022, Lasse Günther est prêté pour une saison au SSV Jahn Ratisbonne.
Le 25 juillet 2023, Lasse Günther rejoint le Wehen Wiesbaden sous la forme d'un prêt d'une saison.
Günther se fait remarquer dès son premier match pour le Wehen Wiesbaden en marquant son premier but en professionnel, le 4 août 2023, lors d'une rencontre de championnat face au Hertha Berlin. Entré en jeu, il donne la victoire à son équipe en marquant le seul but de la partie dans le temps additionnel,.
Le 2 juillet 2025, Lasse Günther rejoint le SV Elversberg.

### En sélection
Lasse Günther commence sa carrière internationale avec l'équipe d'Allemagne des moins de 16 ans, où il est alors utilisé en tant qu'ailier. En huit matchs disputés entre 2018 et 2019, il inscrit six buts avec cette sélection.
Il représente l'équipe d'Allemagne des moins de 19 ans, jouant au total huit matchs, tous en 2021, et marque un but.